# Joannes Aerts (bisschop)
Arnold(us) Johannes Hubert(us) (Joannes / Jan) Aerts MSC (Swolgen, 3 februari 1880 – Langgoer (Kei Kecil), 30 juli 1942) was een Nederlands missiebisschop actief in Nederlands-Nieuw-Guinea en de Molukken. Bisschop Aerts werd samen met andere missionarissen vermoord door de Japanners tijdens de bezetting van Nederlands-Indië.

## Kerkelijke loopbaan
Aerts doorliep het gymnasium in Tilburg. Daar trad hij in 1900 toe tot de missionarissen van het Heilig Hart (MSC) en in 1905 volgde zijn priesterwijding. Hij ging elf jaar op missie naar de Filipijnen, waar hij overste van zijn congregatie zou worden. In 1920 werd Aerts benoemd tot titulair bisschop van Apollonia (in hedendaags China). Op 28 augustus 1920 werd hij Apostolisch vicaris van Nederlands-Nieuw-Guinea en de Molukken. Op 30 november 1920 werd Aerts in de Tilburgse St. Annakerk tot bisschop gewijd door Arnold Diepen. In 1930 deed hij een ad limina bezoek aan het Vaticaan en vierde zijn zilveren priesterjubileum in Tilburg voor hij medio 1931 terugkeerde naar zijn missiegebied. Bisschop Aerts werd op 30 juli 1942 samen met andere missionarissen en leden van zijn congregatie doodgeschoten door Japanse soldaten op het strand bij Langgoer. In 1952 is door de missionarissen van het Heilig Hart tevergeefs gepoogd bisschop Aerts zalig te laten verklaren.

## Bloedbad van Langgoer
Op 8 maart 1942 was het KNIL gecapituleerd voor de Japanners. Pas op 30 juli 1942 werden de Kei- en Tanimbar-eilanden bezet. Hiervoor was bisschop Aerts de mogelijkheid geboden om uit te wijken naar Australië maar hij wilde bij zijn congregatie blijven en werd hierin gevolgd door andere missionarissen. De Japanse soldaten verzamelden op het missieterrein in Langgoer alle geestelijken. De zusters werden samen met de Duitse pater Münster weggeleid naar Tual. Vervolgens werden de bisschop en de missionarissen geblinddoekt opgebracht op het strand naast de pier waar zij werden doodgeschoten. De directe aanleiding is niet geheel duidelijk geworden. Er werden door de Japanners beschuldigingen geuit van koloniale onderdrukking, mishandeling, opruiing, bezit van vuurwapens, contact met Australië en hulp aan militaire vluchtelingen en beambten. Ook was er door de missionarissen een door hen gebruikte boot onklaar gemaakt. De lijken hebben dagen in het water gelegen en pas na aandringen van de Protestantse radja van Taar geborgen en provisorisch begraven. Op 29 juli 1950 werden zij herbegraven in een eregraf bij het herbouwde missiehuis in Langgoer.
Naast bisschop Joannes Aerts werden op 30 juli 1942 de volgende geestelijken vermoord:
- pater Henricus Berns (Wanroy, 11 januari 1890)
- pater Gerardus Berns (Arnhem, 29 september 1899)
- pater Jacobus Akkermans (Oosterhout, 1 november 1909)
- pater Jacobus Ligtvoet (Oosterhout, 4 december 1914)
- pater Joannes Joosten (Deurne, 15 april 1872)
- broeder Hadrianus Peeters (Teteringen, 11 oktober 1879)
- broeder Cornelis Beyer (Nieuwer Amstel, 11 december 1881)
- broeder Franciscus Raaymakers ('s-Hertogenbosch, 17 augustus 1892)
- broeder Gulielmus de Roy (Haarlem, 29 november 1897)
- broeder Gulielmus Houdijk (Haastrecht, 26 december 1893)
- broeder Joannes van Schaik ('s-Hertogenbosch, 19 februari 1906)
- broeder Theodorus Fölker (Angerlo, 1 maart 1911)

Pater Bedaux en pater Franciscus de Grijs (Amsterdam, 4 maart 1901) wisten aanvankelijk te ontsnappen. Pater De Grijs gaf zichzelf toch aan bij de Japanners en werd drie dagen later in Tual vermoord.